# Instituto Nacional de Alergia e Doenças Infecciosas
O Instituto Nacional de Alergia e Doenças Infecciosas (em inglês:  National Institute of Allergy and Infectious Diseases, NIAID) é uma agência governamental do departamento de Saúde e Serviços Humanos dos Estados Unidos da América e pertence aos Institutos Nacionais da Saúde. O NIAID apoia pesquisa básica e aplicada para prevenir, diagnosticar e tratar doenças infecciosas, incluindo o HIV/SIDA e outras doenças sexualmente transmissíveis, doença dos agentes potenciais do bioterrorismo, tuberculose, malária, doenças auto-imunes, asma e alergias.
Em 8 de julho de 2010, virologistas tiveram avanços para uma vacina contra a Aids, através de anticorpos denominados VRC01 e VRC02 que impedem a infecção de células em mais de 90% das variedades do HIV.